# Episodi di NCIS - Unità anticrimine (diciottesima stagione)
La diciottesima stagione della serie televisiva NCIS - Unità anticrimine, composta da 16 episodi, è stata trasmessa in prima visione assoluta negli Stati Uniti d'America da CBS dal 17 novembre 2020 al 25 maggio 2021.
In Italia la prima parte della stagione (episodi nº 1-8) è stata trasmessa in prima visione assoluta su Rai 2 dal 9 aprile al 28 maggio 2021; la seconda parte (episodi nº 9-16) è stata trasmessa in prima visione assoluta dal 2 settembre all'8 ottobre 2021.
Con il secondo episodio della stagione, la serie arriva a tagliare il traguardo dei 400 episodi.
| nº | Titolo originale            | Titolo italiano            | Prima TV USA     | Prima TV Italia   |
| -- | --------------------------- | -------------------------- | ---------------- | ----------------- |
| 1  | Sturgeon Season             | La stagione dello storione | 17 novembre 2020 | 9 aprile 2021     |
| 2  | Everything Starts Somewhere | Tutto ha un inizio         | 24 novembre 2020 | 16 aprile 2021    |
| 3  | Blood and Treasure          | Il mio tesoro              | 8 dicembre 2020  | 23 aprile 2021    |
| 4  | Sunburn                     | Avventura ai Caraibi       | 19 gennaio 2021  | 30 aprile 2021    |
| 5  | Head of the Snake           | La testa del serpente      | 19 gennaio 2021  | 7 maggio 2021     |
| 6  | 1mm                         | 1 millimetro               | 26 gennaio 2021  | 14 maggio 2021    |
| 7  | The First Day               | Il primo giorno            | 9 febbraio 2021  | 21 maggio 2021    |
| 8  | True Believer               | Fedele a chi?              | 2 marzo 2021     | 28 maggio 2021    |
| 9  | Winter Chill                | Come stelle nell'oscurità  | 9 marzo 2021     | 2 settembre 2021  |
| 10 | Watchdogs                   | Lucy                       | 16 marzo 2021    | 9 settembre 2021  |
| 11 | Gut Punch                   | Uno strano presentimento   | 6 aprile 2021    | 9 settembre 2021  |
| 12 | Sangre                      | Sangre                     | 27 aprile 2021   | 10 settembre 2021 |
| 13 | Misconduct                  | Cattiva condotta           | 4 maggio 2021    | 17 settembre 2021 |
| 14 | Unseen Improvements         | Piccoli cambiamenti        | 11 maggio 2021   | 24 settembre 2021 |
| 15 | Blown Away                  | Spazzati via               | 18 maggio 2021   | 1º ottobre 2021   |
| 16 | Rule 91                     | Regola 91                  | 25 maggio 2021   | 8 ottobre 2021    |

## La stagione dello storione
- Titolo originale: Sturgeon Season
- Diretto da: Michael Zinberg
- Scritto da: Scott Williams

### Trama
Gibbs e Fornell tentano di rintracciare il galoppino che ha fornito la droga alla figlia di Fornell. Il loro scopo è di farlo parlare per ottenere informazioni sul capo del traffico di droga. Inoltre, il team si occupa del caso di un cadavere scomparso dalla sala delle autopsie dell'NCIS.
- Guest star: Joe Spano (Tobias "T.C." Fornell), Victoria Platt (agente speciale NCIS Veronica "Ronnie" Tyler), Brian Stepanek (senzatetto Karl Chunk/Arda Dogan), Wendy Worthington (Gila Shaw), Carlos Acuna (guardia Milo), Shirley Jordan (Mary Tyler), Grace Powell (Joyce), Sade Devine (Jasmine Tyler).

- Ascolti USA: telespettatori 10 350 000[2]
- Ascolti Italia: telespettatori 1 404 000 – share 5,10%[3]

## Tutto ha un inizio
- Titolo originale: Everything Starts Somewhere
- Diretto da: Terrence O'Hara
- Scritto da: Steven D. Binder

### Trama
Un giovane Gibbs si occupa del suo primo omicidio all'NCIS e fa la conoscenza del giovane Ducky, appena arrivato in America. I due si trovano invischiati in una faida tra i Zucado che dopo decenni metterà Gibbs in condizione di arrestare Jonny Zucado per l'assassino di suo cugino.
- Nota. Questo è il 400º episodio della serie.

- Guest star: Adam Campbell (Ducky da giovane), Sean Harmon (Gibbs da giovane), Vito D'Ambrosio (Jonny Zucado), Thomas Crawford (dottore Walter Magnus), Dajuan Johnson (agente speciale NIS Edward Scott), Gabrielle Walsh (agente speciale NIS Michelle Stamos), Matthew Furfaro (Jonny Zucado da giovane), Louis Mustillo (Emilio "Freckles" Zucado), Jered Solow (Freckles da giovane), Franco Fox (scagnozzo), Ben Turner Dixon (Franks da giovane).

- Ascolti USA: telespettatori 10 150 000[4]
- Ascolti Italia: telespettatori 1 472 000 – share 5,40%[5]

## Il mio tesoro
- Titolo originale: Blood and Treasure
- Diretto da: Diana Valentine
- Scritto da: Christopher J. Waild

### Trama
La scoperta di un cadavere in un vicolo conduce il team dell'NCIS nel mondo selvaggio della moderna caccia al tesoro. Inoltre, Gibbs e Fornell approfondiscono la loro ricerca del boss degli oppioidi.
- Guest star: Joe Spano (Tobias "T.C." Fornell), Thomas F. Wilson (Angus Demint), Sheva Cohen (Margot Demint), Anthony Konechny (Simon Felcher), Bahni Turpin (Camille West), Nick Boraine (Merriweather/uomo), Anna Grace Barlow (Karen), Tamika Simpkins (Jill), Isiah Adams (responsabile di turno Chad), Benny Briseno (Xander Price).

- Ascolti USA: telespettatori 8 530 000[6]
- Ascolti Italia: telespettatori 1 322 000 – share 4,90%[7]

## Avventura ai Caraibi
- Titolo originale: Sunburn
- Diretto da: Rocky Carroll
- Scritto da: Marco Schnabel

### Trama
McGee e sua moglie Delilah sono in vacanza alle Bahamas. Ben presto si trasforma in una missione ad alto rischio quando un caso che l'NCIS sta monitorando, riguardante un manager di una escape room trovato morto, presenta dei legami con l'isola. Inoltre, Gibbs teme il peggio quando la ricerca di Fornell porta al sangue.
- Guest star: Margo Harshman (Delilah Fielding), Juliette Angelo (Emily Fornell), Robert Mailhouse (dottore Malcolm Lucas), Jennifer Baxter (Sienna Michaels a.k.a. Beach Bum), Chris Butler (Clarence), Chet Grissom (Rupert Kittridge), Gabriel Sousa (Jared), Vasthy Mompoint (Janique), Georgia Leva (Lisa), Gwen Holloway (A.A. presidentessa), Jessica Jade Andres (Rachel), Isaac Gonzalez Rossi (Marco), Joe Spano (Tobias "T.C." Fornell).

- Ascolti USA: telespettatori 9 630 000[8]
- Ascolti Italia: telespettatori 1 334 000 – share 5,10%[9]

## La testa del serpente
- Titolo originale: Head of the Snake
- Diretto da: Tawnia McKiernan
- Scritto da: Brendan Fehily e David J. North

### Trama
La crociata di Gibbs e Fornell per trovare il capo della rete di droga responsabile dell'overdose della figlia di Fornell, Emily, giunge al culmine. Inoltre, Gibbs e Vance hanno finalmente lasciato entrare il team su un caso che ha implicazioni pericolose, sull'NCIS, in un momento speciale.
- Guest star: Joe Spano (Tobias "T.C." Fornell), Margo Harshman (Delilah Fielding), Juliette Angelo (Emily Fornell), Nick Boraine (Merriweather a.k.a. Alexi Myshkin), Anna Grace Barlow (Karen a.k.a. Sasha Myshkin), Tajh Bellow (sottufficiale della Marina di seconda classe Samuel Miles), Isiah Adams (Chad Hamilton a.k.a. Vladmir Ivinov), Neal Kodinsky (Viktor), Tudor Munteanu (Ivan), Geri-Nicole Love (paramedico).

- Ascolti USA: telespettatori 8 740 000[8]
- Ascolti Italia: telespettatori 1 313 000 – share 5,20%[10]

## 1 millimetro
- Titolo originale: 1mm
- Diretto da: Diana Valentine
- Scritto da: Gina Lucita Monreal

### Trama
A seguito di una soffiata sulle armi di contrabbando, Bishop e Torres si ritrovano coinvolti in una sparatoria in una ex residenza dello sceriffo che ora è un sito storico. Vengono rinchiusi nelle celle di prigione abbandonate lì. Gli autori della sparatoria sono i fratelli Duncan. Gibbs è preoccupato dalla loro assenza e insieme alla squadra inizia ad indagare. Lo sceriffo Mayes avverte Gibbs di aver ritrovato l'auto dell'NCIS con a bordo il cadavere di uno dei fratelli Duncan. Le indagini di intensificano fino a rintracciare un amico dei Duncan, autore della soffiata, che indica un luogo su dove i due agenti potrebbero essere. Nel frattempo Bishop, nel tentativo di evadere, aziona una bomba. Arriva anche Jessie Duncan e i tre trovano un accordo per non morire tutti. Duncan recupera il materiale e si dilegua. Gibbs riesce a fermarlo e libera i suoi agenti. Gibbs e McGee si chiariscono sulla situazione vissuta.
- Guest star: Chris Boudreaux (Jesse Duncan), David Carzell (Michael Hodge), Charles Carpenter (Sceriffo Marcus Mayes).

- Ascolti USA: telespettatori 10 020 000[11]
- Ascolti Italia: telespettatori 1 373 000 – share 5,40%[12]

## Il primo giorno
- Titolo originale: The First Day
- Diretto da: James Whitmore Jr.
- Scritto da: Margaret Rose Lester

### Trama
L'NCIS indaga sull'omicidio di un Sottufficiale di Marina che è stato ucciso mentre guidava verso casa insieme a un detenuto rilasciato di recente, entrato nel programma di protezione testimoni. Il detenuto diventa così un testimone che nel frattempo viene ospitato da Torres nel suo appartamento. Si scopre che dietro l'omicidio si nasconde un traffico di armi "fantasma", cioè non registrate e prodotte artigianalmente. Gibbs e la squadra aiutano Palmer ad affrontare il lutto per la morte della moglie Breena. Jacqueline Sloane manifesta l'intenzione di lasciare l'NCIS.
- Guest star: Anthony L. Fernandez (Luis Carter), Dominique Columbus (Corey Jackson), Adilah Barnes (Miss Nellie), Dele Ogundiran (Shelby Roberts), Austen Parros (Marcus), Lorena Jorge (Drea), Jaleesa Mendez (Carmen).

- Ascolti USA: telespettatori 9 740 000[13]
- Ascolti Italia: telespettatori 1 347 000 – share 5,50%[14]

## Fedele a chi?
- Titolo originale: True Believer
- Diretto da: Terrence O'Hara
- Scritto da: Jill Weinberger

### Trama
Quando in Afghanistan il nome di Sloane viene scoperto sul vetro di uno scuolabus abbandonato con l'autista ucciso, Gibbs la accompagna in un viaggio alla ricerca di un gruppo di ragazze che sono state rapite mentre andavano a scuola. Le ragazze partecipano a un programma di una ONG fondata da Darya, amica di Sloane, che era prigioniera con lei in Afghanistan e l'aveva aiutata. McGee, Bishop e Torres rintracciano un hacker che ha inviato tramite e-mail informazioni compromettenti ai talebani, ma costui è stato ucciso da un collega che aveva scoperto la sua collaborazione con ambienti criminali. Quando Darya viene ritrovata morta, Gibbs e Sloane capiscono che un altro membro dell'ong è implicato nel rapimento. Quest'ultimo rivela il nascondiglio delle bambine e il successivo blitz di Gibbs, Sloane e militari statunitensi le libera. Sloane conferma la decisione di lasciare l'NCIS e di non rientrare a Washington, rimanendo in Afghanistan per prendere il posto di Darya come guida dell'ONG. Gibbs da l'addio a Sloane con un bacio.
- Nota. In questo episodio l'agente Jacqueline "Jack" Sloane, interpretata da Maria Bello, lascia la serie.

- Guest star: Ismail Bashey (Nabi), Wais Wardak (Farokh), Michael Goldsmith (Ben Mitchell), Javon Johnson (agente speciale NCIS Eric Freeman), Sarah G. White (Samantha Watkins a.k.a. mamma), Nima Jafari (Tahir), Hedyeh Falsafi (mamma di Yazmin), Ariana Elavia (Yazmin), Manny Cartier (Marine), Sara Emami (Darya).

- Ascolti USA: telespettatori 9 600 000[15]
- Ascolti Italia: telespettatori 1 482 000 – share 6,30%[16]

## Come stelle nell'oscurità
- Titolo originale: Winter Chill
- Diretto da: Michael Zinberg
- Scritto da: Scott Williams

### Trama
L'NCIS deve indagare sul caso di Martin Delfino, marines in procinto di partire per una missione in Afghanistan, che viene trovato congelato nel retro di uno food truck. All'inizio si pensa a una guerra tra contendenti di food truck, poi si scopre che l'omicida è l'ausiliare del traffico Carl Bjork. I due avevano litigato a causa delle continue multe che Bjork infliggeva al food truck di Sean Greco, cugino di Delfino. Quest'ultimo gestiva i social media per il marketing del food truck. Durante le indagini, Kasie è preoccupata per gli esami clinici che la madre deve sostenere a seguito di un malore, e trova un affettuoso sostegno morale in Jimmy Palmer. Fornell ha deciso di trasferirsi in Costa Rica ma deve affrontare il dramma della ricaduta di sua figlia Emily nella tossicodipendenza. La giovane viene ricoverata in ospedale e muore per overdose.
- Guest star: Joe Spano (Tobias T.C. Fornell), Lawrence Kao (Pete Cannizaro), Adam Ferrara (Sammy Craig), Francis Gonzales (Rich Reilly), Patrick Cox (ausiliare del traffico Carl Bjork), Skye LaFontaine (Betty Rose), Shane Coffey (Sean Greco), Annie Little (Merri Dade), Emily Liu (chirurgo traumatologo).

- Ascolti USA: telespettatori 9 770 000[17]
- Ascolti Italia: telespettatori 959 000 – share 4,60%[18]

## Lucy
- Titolo originale: Watchdogs
- Diretto da: Diana Valentine
- Scritto da: Brendan Fehily e David J. North

### Trama
L'NCIS indaga su un incidente che ha coinvolto un convoglio militare. Sul luogo, i militari riferiscono di aver evitato un cane randagio che Gibbs ritrova vivo ma ferito con diversi fori di proiettile. L'animale, ribattezzato Lucy, risulta far parte di un giro illegale di combattimenti tra cani, che porta a una mossa inaspettata di Gibbs, il quale aggredisce Luke Stana, sospettato di essere il responsabile dell'uccisione di diversi pitbull come Lucy, usati nei combattimenti e uccisi e gettati in uno stagno dopo essere stati sconfitti. Gibbs viene arrestato dagli affari interni e la squadra, per salvarlo, mente sulla dinamica dell'aggressione. Il caso passa alla polizia ma questo non impedisce a McGee, Bishop e Torres di continuare a indagare e dimostrare la colpevolezza di Stana, sorprendendolo nel luogo dove tiene i cani, che egli sta liberando per coprire i suoi crimini. Dopo l'arresto di Stana, Gibbs viene sospeso a tempo indeterminato da Vance.
- Guest star: Laura San Giacomo (Grace Confalone), Hugo Armstrong (ispettore generale NCIS Eugene Coyle), Max Adler (Luke Stana), Rickey Eugene Brown (sottufficiale della marina di terza classe Ed Thomas), Marcos Favela (sottufficiale della marina di terza classe Carlos Garcia), Nancy Linehan Charles (Ruthann Harrison), Amrapali Ambegaokar (July Wunderman), Nikki Crawford (dottoressa Shawna Street), Jordan Murphy (comandante della marina Ben Randall).

- Ascolti USA: telespettatori 9 980 000[19]
- Ascolti Italia: telespettatori 1 156 000 – share 5,50%[20]

## Uno strano presentimento
- Titolo originale: Gut Punch
- Diretto da: Rocky Carroll
- Scritto da: Christopher J. Waild

### Trama
Vance assegna, come punizione, McGee, Torres e Bishop alla gestione del protocollo anti COVID in un vertice sugli affari esteri tra il segretario alla difesa USA Moses McClaine e il ministro degli esteri yemenita. Nel frattempo, viene rinvenuto il cadavere di Flint, un militare. Il caso viene assegnato agli agenti Tyler e Sawyer. I tre non riescono a starne fuori e iniziano un'indagine parallela. Scoprono il covo del militare morto con planimetrie del luogo del summit. Cosi Vance aggrega i tre agli agenti che detengono il caso. Si comprende che il militare era stato assoldato come sicario del segretario U.S.A. ma essendo morto, viene assoldato il pianista del ricevimento ovvero Kendle Radcliffe per finire il lavoro. Quest'ultimo viene trovato morto nell'uso appartamento e si ipotizza un omicidio-suicidio che però non convince del tutto. Infatti le siringhe trovate da Bishop risultano contaminate da potassio liquido che se ingerito da un qualcuno affetto da insufficienza renale, come il segretario, risulta letale. I tre intervengono al ricevimento salvando il segretario e individuando in Nasser Al-Kamal, capo della sicurezza del ministro yemenita, il mandante dell'attentato al segretario.
- Guest star: Pam Dawber (Marcie Warren), William Allen Young (segretario alla difesa USA Moses McClaine), Victoria Platt (agente speciale NCIS Veronica "Ronnie" Tyler), Zane Holtz (agente speciale NCIS Dale Sawyer), Andrew Pifko (Miles Thatcher), Connie Jackson (Elaine), Daniel Peera (Nasser Al-Kamal), Preston Butler III (Kendle Spotnitz/Kendle Radcliffe), Paolo Andino (Arthur), Kamel Haddad (ministro degli esteri yemenita), Brick Jackson (Little Pinky).

- Ascolti USA: telespettatori 10 260 000[21]
- Ascolti Italia: telespettatori 1 136 000 – share 6,10%[20]

## Sangre
- Titolo originale: Sangre
- Diretto da: James Whitmore Jr.
- Scritto da: Marco Schnabel

### Trama
Il cadavere del sergente dei marines Larson viene rinvenuto da una agente immobiliare presso una delle sue case in vendita. Le prove indicano sette ferite da accoltellamento. Il marines lavorava in nero per l'arredatore d'interni assunto dall'agente immobiliare. Subito viene trovato un capello sulla scena del crimine che ha una corrispondenza famigliare con Torres. Questo porta Torres a incontrare e arrestare suo padre Miguel che se ne andò quando lui era ancora bambino. Miguel lavora come freelance per l'agente della CIA Pamela Walsh con il compito di rintracciare il sergente di Marina in pensione Thomas Baird accusato di aver venduto diversi agenti della CIA assegnati in Brasile che dovevano arrestare il riciclatore di denaro degli Hezbollah. Quindi Torres e il padre si ritrovano a lavorare insieme. I due rintracciano Baird presso una baita dopo aver rapito il direttore della banca Park che da anni è accusato di riciclaggio. Baird mostra ai due un documento con la firma della Walsh. Questo indica che Baird è stato incastrato. Poco dopo parte uno scontro a fuoco dove Park resta ucciso e Baird ferito, mentre i Torres tentano di fermare due sicari russi assoldati dalla Walsh. A corto di munizioni i tre scappano ma decidono di affrontare i sicari a causa delle gravi ferite di Baird. I Torres neutralizzano i sicari ma resta la Walsh che coglie di soppiatto i due. Mentre Torres uccide Walsh lanciando un coltello, il padre Miguel si sacrifica facendosi sparare, ma per fortuna il giubbotto antiproiettile gli salva la vita. Cosi i due riallacciano i rapporti e organizzano un appuntamento per cenare insieme alla sorella e alla nipote di Nick, ma Miguel sparisce come sempre.
- Guest star: Pam Dawber (Marcie Warren), Steven Bauer (Miguel Torres), Tijuana Ricks (agente CIA Pamela Walsh/donna), Christine Dunford (Jeri Fleckman), Alex Feldman (sergente di Marina in pensione Thomas Baird), Stephanie Cleough (Kelly Larson), Ektor Rivera (padre), Connie Jackson (Elaine), Jeff Elam (capo detective), Tiago Martinez Castillo (Torres da bambino).

- Ascolti USA: telespettatori 8 560 000[22]
- Ascolti Italia: telespettatori 1 252 000 – share 6,10%[23]

## Cattiva condotta
- Titolo originale: Misconduct
- Diretto da: Tawnia McKiernan
- Scritto da: Margaret Rose Lester, David J. North e Brendan Fehily

### Trama
La squadra indaga sull'omicidio del ciclista Mike Benson, sottufficiale della marina di seconda classe, ucciso in un incidente stradale. Insieme alla vittima vi era Bernard Wilson, commercialista di Parker James, consulente finanziario responsabile di aver sottratto trenta milioni ai suoi clienti della Marina con uno schema Ponzi. Wilson, che si preparava a testimoniare nel processo contro Parker, viene ucciso nel garage della sua abitazione. Anche Gibbs si sta preparando a testimoniare contro Parker ma l'assistente del procuratore distrettuale Sheila Addison in un primo momento decide di rinunciare alla sua testimonianza, vista la sospensione a tempo indeterminato di Gibbs dall'NCIS, poi accetta il rischio e lo fa deporre in tribunale. Nonostante il tentativo, Parker viene scagionato e liberato. Gibbs intuisce che Parker e la sua ex moglie Charlotte Bodizinski sono in combutta nonostante il divorzio. Charlotte in cambio della metà dei soldi rubati, che sono stati scambiati in fiches e conservati in una cassetta di sicurezza di un casinò di Macao, ha ucciso Wilson e Benson. I due vengono arrestati da McGee e Torres.
- Guest star: Angela Lin (assistente del procuratore distrettuale Sheila Addison), Amanda Detmer (Charlotte James Bodizinski), Michael Chieffo (Randy Devereaux), Jason Downs (Todd Renfro), Sarah Stouffer (Hanna Devereaux), Troy Blendell (Bernard Wilson), Greg Berman (sottufficiale della marina di seconda classe Mike Benson), Michael Rupnow (Parker James), Mary-Margaret Lewis (Maude Simmons), Sandra Cevallos (giudice Monic Perez), Maryfrances Careccia (Bailiff), Hilda Boulware (caposquadra).

- Ascolti USA: telespettatori 9 700 000[24]
- Ascolti Italia: telespettatori 1 273 000 – share 6,00%[25]

## Piccoli cambiamenti
- Titolo originale: Unseen Improvements
- Diretto da: Diana Valentine
- Scritto da: Scott Williams e Steven D. Binder

### Trama
L'NCIS viene coinvolta in un caso quando il cadavere di un ufficiale della marina viene rinvenuto in un cassonetto. Si scopre che lavorava per il comando militare nazionale che codifica i codici per il lancio di missili nucleari militari. Era stato seguito sin dall'uscita dal Pentagono allo scopo di rubargli un laptop. L'ufficiale è lo zio di Phineas, un ragazzo vicino di Gibbs. Poco dopo anche Micki e George Kaydar, zii e genitori adottivi di Phineas, vengono coinvolti in un incidente stradale che li porta in ospedale. Sull'auto vi era anche Phineas, che però è scappato. Messo al corrente da McGee, Gibbs si precipita in ospedale per ottenere informazioni ma la dottoressa Hildegard può solo dirgli che i Kaydar al momento sono incoscienti. Gibbs torna a casa e vi trova nascosto Phineas, rifugiatosi al sicuro nel seminterrato. Le indagini proseguono e la squadra scopre un indirizzo dove il medico Hamza Bashar, tenuto prigioniero, cura il piccolo Ahmed, figlio di Hassan Sayegh, zio e fratello del padre di Phineas. Il dottore racconta che nel laptop rubato agli zii di Phineas c'è l'indirizzo di Gibbs. McGee avverte il suo capo, che mette al sicuro Phineas in un nascondiglio dietro un armadio e si prepara a fermare gli intrusi. Dopo aver eliminato uno scagnozzo, Gibbs si ritrova faccia a faccia con Micki, che viene messo K.O. da Phineas, il quale lo colpisce con una mazza da baseball. Nel frattempo sopraggiungono gli altri dell'NCIS. Phineas è l'unico che può donare il midollo per salvare Ahmed dalla leucemia e decide di aiutarlo, Gibbs gli dona Lucy, il cane. Torres e Bishop pianificano di fare il "discorso" per chiarire i loro sentimenti reciproci.
- Guest star: Jack Fisher (Phineas), John Bobek (sergente Barnes), Anahi Bustillos (dottoressa Sara Hildegard), Karri Turner (Micki Kaydar), Philip Shahbaz (dottore Hamza Bashar), Richie Stephens (Edgar Proust), Sebastian Quinn (Otto), Pezh Maan (Hassan Sayegh), Kamran Abbassian (Nazar), John Gloria (George Kaydar).

- Ascolti USA: telespettatori 8 940 000[26]
- Ascolti Italia: telespettatori 1 149 000 – share 5,20%[27]

## Spazzati via
- Titolo originale: Blown Away
- Diretto da: Michael Zinberg
- Scritto da: Marco Schnabel e Christopher J. Walid

### Trama
I membri di una squadra di addestramento delle capacità di azione per l'applicazione regionale dell'NCIS (REACT) sono chiamati a intervenire contro il sottufficiale della Marina di seconda classe Toby Withers, che tiene in ostaggio la sua fidanzata e ha rubato delle armi per un gruppo di suprematisti bianchi. Quando l'agente speciale NCIS Jessica Knight comprende che la ragazza è incinta, riesce a convincere Toby a rilasciarla e ad arrendersi. Ma nella casa vi è una bomba, la cui detonazione provoca un'esplosione che uccide tutti tranne l'agente Knight. Unico membro sopravvissuto, Knight aiuta a risolvere il caso, che si scopre essere legato ad un'armatura ad alta tecnologia che usa la React. Infatti, l'agente speciale Edward Madden, tra le vittime della bomba, stava indagando sulle armature che gli avevano causato un grave tumore ai polmoni che lo avrebbe ucciso in pochi mesi. Le armature prodotte dall'azienda di Peter Kessler usano materiali messi al bando poiché producono sostanze tossiche. Arrestato, Kessler confessa di aver pagato l'agente speciale supervisore Tom Dalton per fermare le indagini di Madden. Il piano di Dalton era di ingaggiare un sicario per uccidere con una bomba Madden e dare la colpa a Toby. Knight arresta Dalton prima che tenti di suicidarsi. Nel frattempo Gibbs aiuta la giornalista Marcie Warren ad investigare sul caso di una sua vecchia amica d'infanzia che è stata barbaramente uccisa. I due scoprono che altre donne sono state uccise allo stesso modo da quello che presumono sia un serial killer.
- Guest star: Pam Dawber (Marcie Warren), Katrina Law (agente speciale NCIS REACT Jessica Knight), Chris Browning (agente speciale supervisore NCIS REACT Tom Dalton), West Liang (Peter Kessler), Edward Gelha (agente speciale NCIS REACT Edward Madden), Alison Rood (Tina), Tim Fox (sottufficiale della Marina di seconda classe Toby Withers), Cody Esquivel (agente speciale NCIS REACT Benji Vargas), Emmie Nagata (agente speciale NCIS REACT Diane Ono).

- Ascolti USA: telespettatori 8 730 000[28]
- Ascolti Italia: telespettatori 1 216 000 – share 5,40%[29]

## Regola 91
- Titolo originale: Rule 91
- Diretto da: Diana Valentine
- Scritto da: David J. North e Brendan Fehily

### Trama
Mentre indaga su un pericoloso trafficante d'armi, la squadra dell'NCIS è sconvolta quando apprende che Bishop è implicata in una vecchia fuga di notizie della NSA, avvenuta dieci anni prima. La squadra arresta Afrim Murati, il trafficante d'armi che però non ammette di aver avuto il fascicolo dell'NSA. Dopo un duro scontro con Gibbs a casa sua, Bishop decide di confessare a Vance di essere stata lei a far uscire quei documenti, poiché non era eticamente corretto usare dei rifugiati per infiltrarli in gruppi terroristici. Quindi si dimette dall'NCIS, ma il suo vero scopo è quello per cui è stata addestrata da Odette Malone, ovvero diventare un agente della CIA per operazioni sotto copertura. Torres comprende tutto e affronta Bishop, che si congeda definitivamente da lui con un bacio. Gibbs e Marcie Warren si rendono conto che l'assassino che stanno seguendo potrebbe ascoltarli. Infatti Gibbs chiede a Kasie un rilevatore di cimici e controlla il luogo di lavoro di Marcie. Questo rivela la presenza di microspie e Gibbs intima a Marcie di andar via perché potrebbe essere la prossima vittima. I due scoprono anche che il serial killer ha usato una barca e potrebbe essersi sbarazzato di un'altra vittima nella parte nord di un lago. Gibbs decide di controllare usando la "Rule 91", la barca che ha costruito, ma mentre è in viaggio il natante esplode.
- Guest star: Pam Dawber (Marcie Warren), Katrina Law (agente speciale NCIS REACT Jessica Knight), Rafael Petardi (Afrim Murati), Elayn J. Taylor (Odette Malone), Donzaleigh Abernath (vicedirettore NSA Ronda Ellis).

- Ascolti USA: telespettatori 8 960 000[30]
- Ascolti Italia: telespettatori 1 172 000 - share 5,00%[31]